# Katherine Percy
 (mars 2025).
Katherine Percy (18 mai 1423 – c. 1475), comtesse de Kent, est la fille de Henry Percy, comte de Northumberland, et d'Eléonore Neville.
Ses grands-parents paternels sont Henry "Hotspur" Percy et Elizabeth Mortimer. Ses grands-parents maternels sont Ralph Neville, comte de Westmorland, et sa seconde épouse Jeanne Beaufort, fille légitimée de Jean de Gand.
Elle épouse vers 1440 Edmond Grey, comte de Kent, fils aîné de John Grey et de Constance Holland. Le couple a sept enfants :
- Mary Grey (1440-1474) ;
- Anthony Grey (1446-1480), épouse Eléonore Woodville, fille de Richard Woodville, comte Rivers ;
- Elizabeth Grey (?-1472), épouse Sir Robert Greystoke ;
- Anne Grey (1450-?), mariée à John Grey, 8e baron Gray de Wilton ;
- George Grey, 2e comte de Kent (1454-1505), épouse Anne Woodville puis Katherine Herbert ;
- John Grey (1455-1484) ;
- Edmond Grey (1457-?).